# Wassili Nikolajewitsch Latkin
Wassili Nikolajewitsch Latkin (russisch Василий Николаевич Латкин; * 31. Dezember 1809jul. / 12. Januar 1810greg. in Ust-Syssolsk; † 28. Septemberjul. / 10. Oktober 1867greg. in St. Petersburg) war ein russischer Unternehmer und Forschungsreisender.

## Leben
Latkins Vater Nikolai Maximowitsch Latkin war Kaufmann der 2. Gilde und zeitweise Bürgermeister Ust-Syssolsks. Latkin erhielt eine häusliche Erziehung und begann als Zwölfjähriger seinen Vater auf seinen Reisen in den Gouvernements Archangelsk und Wologda zu begleiten.
Ab 1825 führte Latkin die Geschäfte seines Vaters. 1832 wurde er Geschäftsführer einer Brennerei im Gouvernement Perm und begann einen großen Handel mit Brot aus dem Ural. 1839 wurde er Mitglied der Kansker Kaufmannschaft und handelte mit einem vorläufigen Kaufmannszeugnis. Im selben Jahr wurde in Krasnojarsk eine öffentliche Bibliothek eröffnet, die größtenteils durch private Spenden der Kaufleute Pjotr Kusnezow, A. F. Komarow, Latkin und anderer finanziert worden war.
Im Februar 1841 stellte Latkin dem Minister für Staatsbesitz Pawel Kisseljow ein Projekt zur Entwicklung der Region Petschora vor. Es sollte eine Gesellschaft zur Ausbeutung der Ressourcen dieser Region gegründet werden. 1843 erforschte Latkin die Region Petschora sowie die Flüsse Petschora, Ussa und Sob (Nebenfluss des Ob). Er zeigte, dass an der Petschora-Mündung ein Hafen gebaut werden kann (90 Jahre später entstand der Hafen Narjan Mar). Sein Untersuchungsbericht wurde von der Kaiserlichen Freien Ökonomischen Gesellschaft zu Sankt Petersburg veröffentlicht, während seine Reisetagebücher die Kaiserliche Russische Geographische Gesellschaft veröffentlichte. Er suchte nach dem kürzesten Weg von Petschora zum Ob und erlangte von der Regierung die Erlaubnis, einen Wasserweg auf der Petschora zu eröffnen. Er unternahm mehrere Reisen zum Ural und nach Westsibirien.
1844 ging Latkin nach Krasnojarsk und verwaltete die Goldfelder Dmitri Benardakis. Mit dem Podporutschik a. D. und künftigen Petraschewzen R. A. Tschernoswitow erwarb er Anteile an Goldfeldern in der Jenissei-Taiga.
1845 kam Sidorow nach Krasnojarsk, wurde Latkins Kontorist und Hauslehrer, heiratete Latkins Tochter Olga und wurde Gold-Unternehmer.

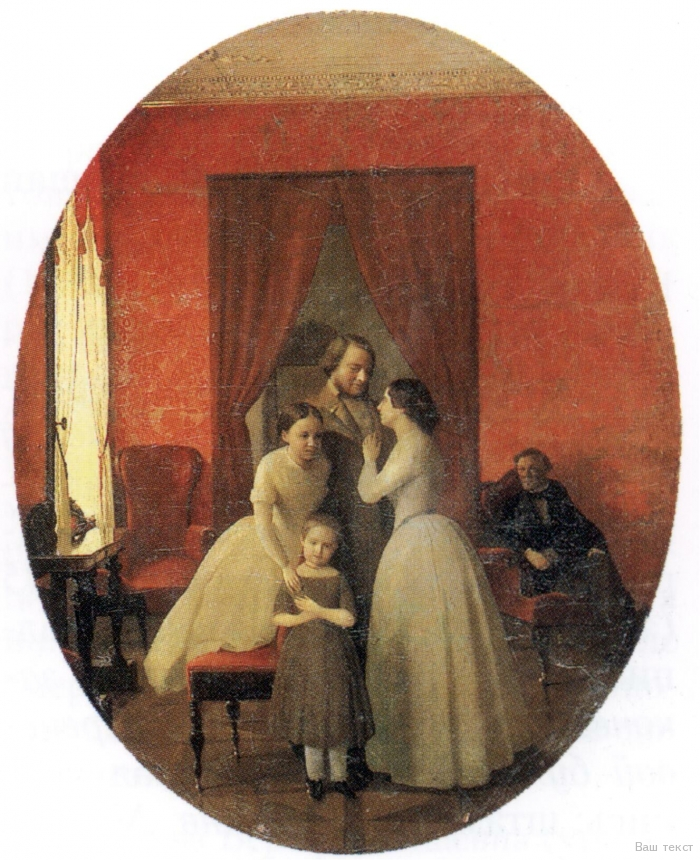
Familie Latkin (S. G. Sarjanko, 1849, Russisches Museum)

Latkin veröffentlichte Aufsätze mit seinen Forschungsergebnissen in verschiedenen Zeitschriften. Er war Mitglied der Kaiserlichen Geographischen Gesellschaft. 1848 verließ er Krasnojarsk und wurde Kaufmann der 1. Gilde in Sergijew Possad bei Moskau.
Die ersten von Latin gecharterten Schiffe kamen 1860 zur Petschora-Mündung. Die Diana brachte nun Holz nach Nantes, während drei Schiffe Schiffbruch erlitten. 1861 charterte er mit Sidorow drei weitere Schiffe, die Holz nach London und Bordeaux lieferten. Latkin und Sidorow nahmen an der Weltausstellung London 1862 teil. Im selben Jahr erhielt Paul Theodor von Krusenstern die Genehmigung für das Fällen von 360.000 Baumstämmen an der Petschora. Latkin gründete mit seinem Bruder M. N. Latkin, Krusenstern, dem Dänen Hase, dem Porutschik a. D. Nelidow und Sidorow in St. Petersburg die Petschora-Gesellschaft. 1864 organisierte Sidorow auf der Petschora die Dampfschifffahrt. 1867 kam das erste Petschora-Holz nach Kronstadt. Später wurde die Petschora-Gesellschaft insolvent.
Latkins Sohn Nikolai war Gold-Unternehmer und Geograph. Latkins Tochter Serafima war Physiologin und Feministin.